# Los Grillitos de Graneros
«Los Grillitos» de Graneros son un grupo folclórico infantil chileno, compuesto por niños de la comuna de Graneros, en la Región de O'Higgins.
Los Grillitos nacieron a la vida artística el 8 de diciembre de 1968. Gran parte del repertorio del grupo ha sido aprendido en los propios hogares de los niños y el resto, formado por su director y por distinguidos autores y compositores.
Desde su fundación, han pasado 18 generaciones, con un total de 3855 niños de 5 a 13 años, todos estudiantes del colegio subvencionado Graneros, donde aprenden acordeón, arpa, charango, flauta, guitarra, mandolina, metalófono, tormento y danza.

## Discografía
- Cantos, ronda, poesías infantiles
- Navidad chilena 1-2-3
- Gabriela chilena (a Gabriela Mistral)
- Bernardito chileno
- Viva mi escuela
- El romancero de Laurita (a la beata Laura Vicuña)
- Santa misa infantil
- Estrellas del sur
- Símbolos patrios (con el orfeón de Carabineros de Chile)
- Padres de la Patria
- Antología folclórica infantil de la Sexta Región
- Los niños de Chile
- Paseando por el campito

## Reconocimientos
- Aporte y conocimiento del folclore infantil, del Ministerio de Educación de Chile (1999).
- Reconocimiento al trabajo de religiosidad popular y rescate, en el santuario de Luján, Argentina (2001).
- Sábado Gigante nacional e internacional.
- Premio a lo Chileno (2005).
- De la Universidad Metropolitana.
- En el Festival Folclórico de San Bernardo.
- De la Sociedad Chilena del Derecho de Autor (SCD).
- En los Festivales Brotes de Chile de Angol.
- Nacional "Cuecas Inéditas" de Santa Cruz.
- Festival del Huaso de Olmué.
- De la Santa Sede por su santa misa infantil y producciones 1-2-3 de villancicos.
- Hijos Ilustres de su comuna de Graneros, por medio de un decreto alcaldicio.